# Hugo Korneliusz Mijakowski

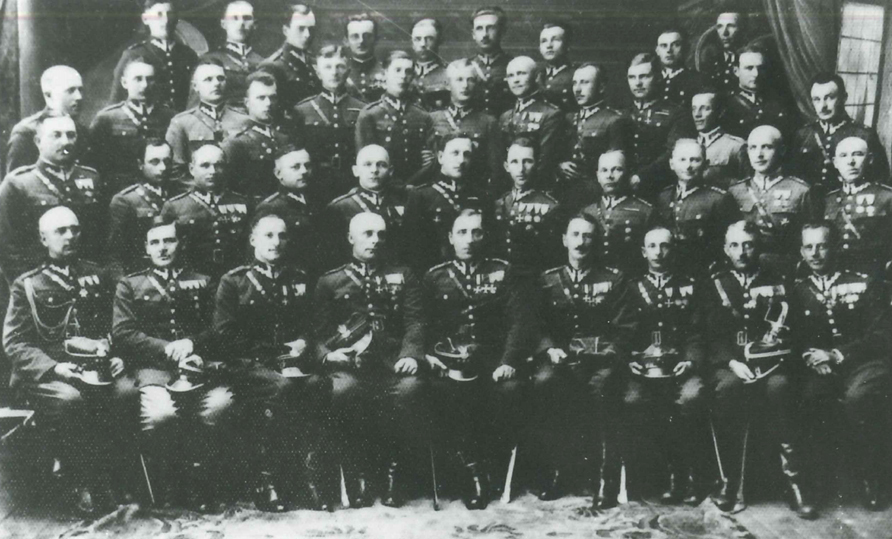
Korpus oficerski 14 pp w dniu 11 listopada 1933. Siedzą od prawej: mjr Wilhelm Paszkiewicz, mjr Stanisław Pietrzyk, mjr Stanisław Brzeziński-Dunin, ppłk Hugo Mijakowski (z-ca d-cy pułku), płk Ignacy Misiąg (były d-ca pułku), ppłk Franciszek Sudoł (d-ca pułku), mjr Aleksander Fiszer, mjr Aleksander Zabłocki i kpt. Marian Matera (adiutant pułku).

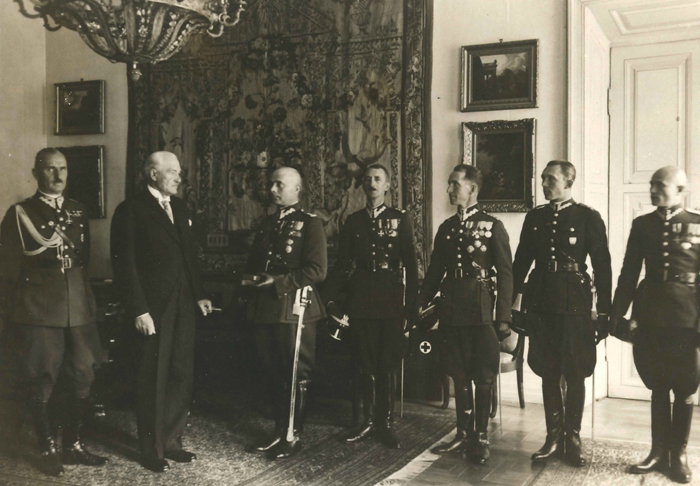
16 października 1934 – delegacja 14 pp wręcza Prezydentowi RP Ignacemu Mościckiemu odznakę pułkową. Od lewej stoją: płk Jan Głogowski, Ignacy Mościcki, ppłk Franciszek Sudoł, ppłk Hugo Mijakowski, kpt. Józef Rodzeń, ppor. Leonard Królak i st. sierż Stanisław Kopf.

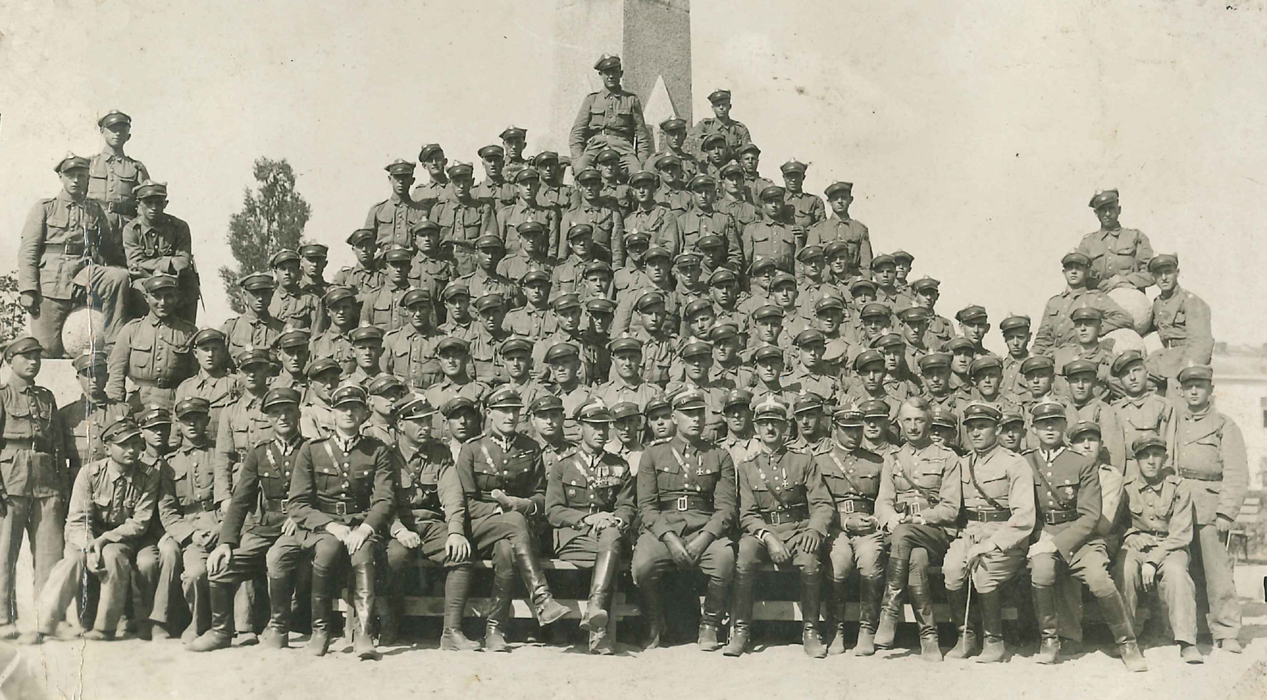
Rok 1934 – 3 kompania 14 pp, mistrzowska w strzelaniu w 4 Dywizji Piechoty. W I rzędzie siedzą od prawej: 2 – ppor. Stanisław Domagalski, 3 – mjr Stanisław Pietrzyk, 4 – kpt. Michał Naziembło, 5 – ppłk Hugo Mijakowski, 6 – ppłk Franciszek Sudoł, 7 – mjr Wilhelm Paszkiewicz, 8 – mjr Aleksander Fiszer.

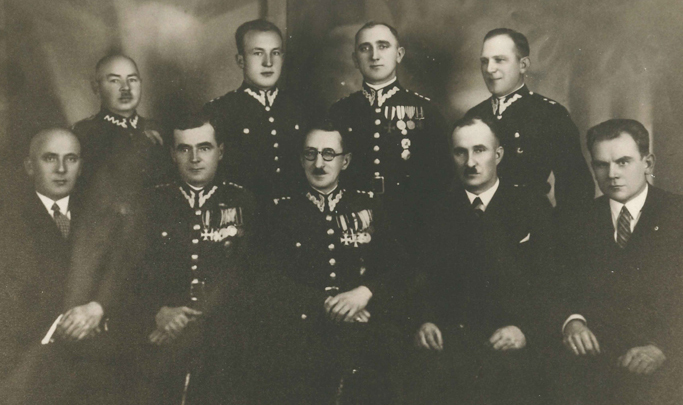
Zarząd Wojskowego Klubu Sportowego Cuiavia (1935). Trzeci od prawej siedzi ppłk Hugo Mijakowski, a czwarty kpt. Jan Stefan Witkowski. W górnym rzędzie stoją od prawej: ppor. Mieczysław Kłosiński, por. Józef Koziński i ppor. Feliks Stawicki.

Hugo Korneliusz Mijakowski (ur. 31 marca 1891 w Wieruszowie, zm. 4–7 kwietnia 1940 w Katyniu) – podpułkownik piechoty Wojska Polskiego, działacz niepodległościowy, kawaler Orderu Virtuti Militari, ofiara zbrodni katyńskiej.

## Życiorys
Urodził się w dniu 31 marca 1891 roku w Wieruszowie, w ówczesnej guberni kaliskiej, w rodzinie Władysława i Marii z Wiśniewskich. Od 1902 roku uczeń gimnazjum rządowego w Łodzi, które opuścił w roku 1905 w czasie strajku szkolnego. Następnie przeszedł do nowo powstałego łódzkiego Gimnazjum Polskiego „Uczelnia”. Po zdaniu matury (w roku 1912) rozpoczął studia na Wydziale Medycznym Uniwersytetu Jagiellońskiego, które przerwał wybuch I wojny światowej. W latach 1912–1914 działał w Krakowie w niepodległościowej organizacji „Zjednoczenie”. W dniu 5 maja 1915 r. wstąpił do Legionów Polskich, w których pełnił służbę jako komendant patrolu sanitarnego w V batalionie I Brygady. Z dniem 1 listopada 1916 r. został awansowany do stopnia chorążego sanitarnego. W kwietniu 1917 roku służył w 5 pułku piechoty Legionów Polskich. Zwolniony z Legionów w dniu 16 lipca 1917 roku wskutek odmowy złożenia przysięgi na wierność Królestwu Polskiemu i dotrzymanie braterstwa broni wojskom Niemiec i Austro-Węgier, został następnie internowany w obozie w Beniaminowie , gdzie był przetrzymywany do 1 kwietnia 1918 r. Po zwolnieniu został przymusowo skierowany do Warszawy i odkomenderowany na służbę u lekarza powiatowego Miasta Warszawa. Wstąpił na Uniwersytet Warszawski, żeby kontynuować przerwane przez I wojnę światową studia medyczne. Przy pomocy komendy POW uciekł 1 listopada 1918 r. z Warszawy do Lublina, gdzie w dniu 6 listopada tr. wstąpił w szeregi 1 pułku piechoty „Republiki lubelskiej” (późniejszego 23 pułku piechoty).
Do Wojska Polskiego przyjęty został na mocy dekretu Józefa Piłsudskiego – Naczelnego Wodza Wojsk Polskich – z dnia 17 grudnia 1918 r. Zatwierdzono wówczas również jego awans, ogłoszony w rozkazie generała-majora Śmigłego, z chorążego sanitarnego na podporucznika sanitarnego. Rozpoczął w tym czasie organizowanie służby sanitarnej w 23 pułku piechoty formowanym w Lublinie. Następnie wyruszył na front ukraiński, jako lekarz w grupie operacyjnej mjr. Wacława Scaevoli-Wieczorkiewicza (grupę tę potem przekształcono w I batalion 23 pułku piechoty). W szeregach I baonu 23 pp walczył podczas wojny polsko-ukraińskiej i wojny polsko-sowieckiej (do samego jej końca), zajmując w tym czasie stanowiska oficera sanitarnego i adiutanta pułku. W dniu 1 maja 1920 r. został awansowany do rangi porucznika lekarza (ze starszeństwem z dniem 1 kwietnia 1920 roku). Za bohaterskie czyny dokonane podczas wojny polsko-bolszewickiej, Dekretem Wodza Naczelnego (dekret L. 3397), odznaczony został w 1921 roku Krzyżem Srebrnym Orderu Wojskowego Virtuti Militari. W dniu 9 listopada 1920 r. został zatwierdzony w randze kapitana, ze starszeństwem z dniem 1 kwietnia 1920 roku, w korpusie sanitarnym, w grupie oficerów byłych Legionów Polskich. Na dzień 1 czerwca 1921 roku kapitan Hugo Mijakowski przebywał na kursie w Centrum Wyszkolenia w Wołkowysku (był to trzymiesięczny kurs wyszkolenia zorganizowany przy 1 Armii), a jego oddziałem macierzystym był nadal 23 pułk piechoty. Po ukończeniu kursu, od lipca 1921 roku, dowodził kompanią w 23 pp. Następnie został przeniesiony do rezerwy i otrzymał przydział do kompanii zapasowej sanitarnej nr 5.
W roku 1923 ukończył pięciomiesięczny kurs wyszkoleniowy. Z dniem 1 listopada 1923 r. został przemianowany na oficera zawodowego w stopniu kapitana, ze starszeństwem z dniem 1 czerwca 1919 roku i 891.5 lokatą w korpusie oficerów piechoty. Pod koniec tego roku zajmował już 801. lokatę wśród kapitanów piechoty i pełnił służbę jako oficer 23 pp, który stacjonował wówczas we Włodzimierzu Wołyńskim (dowodził w tym okresie kompanią 23 pp, a funkcję tę sprawował do początków 1924 roku). W lutym 1924 roku został przeniesiony do 29 pułku piechoty w Kaliszu, służąc w którym zajmował w 1924 roku – 387. lokatę pośród kapitanów korpusu piechoty. W pułku tym piastował między innymi stanowisko dowódcy kompanii szkolnej . W początkach 1925 roku został wyznaczony do złożenia egzaminu sprawdzającego na kurs wspólny w Doświadczalnym Centrum Wyszkolenia przed awansem na majora. Egzamin wyznaczony został na dzień 16 lutego 1925 przy Dowództwie Okręgu Korpusu Nr VII. W listopadzie 1925 r. ogłoszono jego przydzielenie z 29 pp do 25 Dywizji Piechoty w Kaliszu, na stanowisko II oficera sztabu. Stanowisko to piastował w latach 1925–1927, kończąc w międzyczasie (w roku 1926) pięciomiesięczny kurs w Doświadczalnym Centrum Wyszkolenia w Rembertowie .
Na podstawie zarządzenia Prezydenta Rzeczypospolitej Ignacego Mościckiego z dnia 12 kwietnia 1927 r. został awansowany na stopień majora, ze starszeństwem z dniem 1 stycznia 1927 roku i 61. lokatą w korpusie oficerów piechoty.
W dniu 31 października 1927 r. ogłoszono przeniesienie majora Mijakowskiego, jako nadetatowego oficera 29 pułku piechoty, do Korpusu Ochrony Pogranicza, z równoczesnym przeniesieniem do kadry oficerów piechoty. Przez rok pełnił służbę na stanowisku kwatermistrza batalionu KOP „Borszczów” (funkcję tę pełnił od dnia 3 października 1927 roku), a od 1 grudnia 1928 r. dowodził tym batalionem . Zarządzeniem Prezydenta Rzeczypospolitej opublikowanym w dniu 11 listopada 1928 roku odznaczony został, w uznaniu zasług położonych na polu pracy w poszczególnych działach wojskowości, Złotym Krzyżem Zasługi. W roku 1928 zajmował 62. lokatę wśród majorów piechoty w swoim starszeństwie, a w roku 1930 była to już 57. lokata w starszeństwie (a jednocześnie 344. lokata łączna pośród majorów korpusu piechoty). W dniu 28 stycznia 1931 r. ogłoszono jego przeniesienie do 26 pułku piechoty stacjonującego we Lwowie, na stanowisko dowódcy batalionu. Pełniąc służbę w 26 pułku piechoty zajmował w 1932 roku – 49. lokatę pośród majorów piechoty w swoim starszeństwie.
Zarządzeniem Prezydenta RP Ignacego Mościckiego z dnia 17 stycznia 1933 r. został awansowany do rangi podpułkownika, ze starszeństwem z dniem 1 stycznia 1933 roku i 14. lokatą w korpusie oficerów piechoty. Zarządzeniem Ministra Spraw Wojskowych został w czerwcu 1933 roku przeniesiony do 14 pułku piechoty z Włocławka, na stanowisko zastępcy dowódcy tegoż pułku. Na dzień 1 lipca 1933 roku zajmował 271. lokatę łączną pośród podpułkowników korpusu piechoty (była to równocześnie nadal 14. lokata w swoim starszeństwie). W październiku 1934 r. wszedł w skład delegacji, która wręczała odznakę pamiątkową 14 pułku piechoty Prezydentowi RP – Ignacemu Mościckiemu. Podczas swej służby we Włocławku był aktywnym uczestnikiem życia społecznego i sportowego tego miasta. Propagował rozwój sportów wodnych, a w szczególności kajakarstwa i pływactwa. Znacznie przyczynił się do rozwoju Wojskowego Klubu Sportowego „Cuiavia”, którego był jednym ze współorganizatorów i członkiem zarządu. Na dzień 5 czerwca 1935 roku zajmował 232. lokatę łączną wśród podpułkowników piechoty (była to zarazem 13. lokata w swoim starszeństwie). Za końcowy okres swej służby w 14 pułku piechoty opiniowany był przez gen. bryg. Stanisława Kwaśniewskiego (opinia wystawiona w dniu 8 listopada 1935 r.).
We włocławskim pułku służył do dnia 27 września 1935 roku. W tym czasie był delegatem Koła Garnizonu Włocławek w Lidze Obrony Powietrznej i Przeciwgazowej i Polskim Białym Krzyżu.
Z dniem 30 października 1935 r. objął stanowisko komendanta Szkoły Podoficerów Piechoty dla Małoletnich Nr 1 w Koninie. Jako komendant tej szkoły zajmował na dzień 23 marca 1939 roku – 10. lokatę wśród podpułkowników korpusu piechoty w swoim starszeństwie. Stanowisko komendanta konińskiej szkoły piastował do wybuchu wojny 1939 roku.

Po agresji ZSRR na Polskę w nieznanych okolicznościach dostał się do niewoli sowieckiej. Od 28 października 1939 przebywał w Jużskim Obozie Jeńców Wojennych. W listopadzie lub na początku grudnia 1939 został przeniesiony do obozu jenieckiego w Kozielsku. Między 3 a 5 kwietnia 1940 został przekazany do dyspozycji naczelnika Zarządu NKWD Obwodu Smoleńskiego – lista wywózkowa bez numeru z 2 kwietnia 1940. Między 4 a 7 kwietnia 1940 zamordowany w Katyniu przez funkcjonariuszy Obwodowego Zarządu NKWD w Smoleńsku oraz pracowników NKWD przybyłych z Moskwy na mocy decyzji Biura Politycznego KC WKP(b) z 5 marca 1940. Ofiary tej zbrodni grzebano w bezimiennych mogiłach zbiorowych, gdzie od 28 lipca 2000 mieści się oficjalnie Polski Cmentarz Wojenny w Katyniu. W miejscu tym prowadzone były ekshumacje i prace archeologiczne. Zidentyfikowany podczas ekshumacji nadzorowanych przez Niemców w 1943 pod numerem 2174  (raport dzienny z 15 maja 1943). Przy jego szczątkach znaleziono: legit. osob. MSWojsk., listy, wizytówki oraz krzyż Virtuti Militari. Figuruje na liście Komisji Technicznej PCK pod numerem 02174. Po ekshumacji z dołu śmierci pochowany w zbiorowej mogile ofiar mordu.   
5 października 2007 minister obrony narodowej Aleksander Szczygło mianował go pośmiertnie na stopień pułkownika. Awans został ogłoszony 9 listopada 2007 w Warszawie, w trakcie uroczystości „Katyń Pamiętamy – Uczcijmy Pamięć Bohaterów”.

## Życie prywatne
Od 1925 roku żonaty był z Marią Magdaleną z Runkowskich. Ich małżeństwo było bezdzietne.

## Ordery i odznaczenia
- Krzyż Srebrny Orderu Wojskowego Virtuti Militari nr 4895 – 1921[2][57]
- Krzyż Niepodległości – 2 sierpnia 1931 „za pracę w dziele odzyskania niepodległości”[58][59]
- Krzyż Walecznych czterokrotnie[60][43]
- Złoty Krzyż Zasługi po raz drugi – 18 lutego 1939 „za zasługi na polu pracy społecznej”[61][43]
- Złoty Krzyż Zasługi po raz pierwszy – 10 listopada 1928 „w uznaniu zasług położonych na polu pracy w poszczególnych działach wojskowości”[62][63][60]
- Medal Pamiątkowy za Wojnę 1918–1921[64]
- Medal Dziesięciolecia Odzyskanej Niepodległości[64]
- Krzyż Kampanii Wrześniowej – pośmiertnie 1 stycznia 1986[65]
- Państwowa Odznaka Sportowa[64]
- łotewski Medal Pamiątkowy 1918–1928[66]

## Upamiętnienie
Katyński Dąb Pamięci poświęcony pułkownikowi Hugo Mijakowskiemu zasadzony został w dniu 11 listopada 2009 roku na skwerze przy Placu Zwycięstwa w Kuźni Raciborskiej .